# 뼈대근육
뼈대근육(skeletal muscle) 또는 골격근(骨格筋)은 대부분이 골격(뼈대)에 부착하고 있기 때문에 골격근이라고 한다. 뼈대근이라고도 한다. 골격근을 구성하고 있는 미세근육원섬유인 액틴과 마이오신이 규칙적으로 배열하고 있어서 현미경으로 관찰하면 가로무늬를 확인할 수 있다. 안면근육처럼 근육의 끝부분이 피부밑에서 있는 경우도 있고 혀의 고유근육처럼 근육과 근육을 연결시키기 위해 근육의 양끝이 모두 결합 조직에 붙어 있는 경우도 있다.

## 구조
| |
| bone 뼈 tendon 힘줄, 건 fascicle 다발, 속 epimysium 근육바깥막, 근외막 perimysium 근육다발막 blood vessle 혈관 muscle cell(=muscle fiber) 근육섬유, 근(육)세포 muscle fiber(single cell, multi-nuclear) myofibril 근육원섬유 sarcomere 근육원섬유마디 myosin filament 미오신 잔섬유 Actin filament 가진근육 잔섬유 Actin 액틴 Tintin 틴틴 Troponin 트로포닌 Tropomyosin 트로포미오신 myosin-Actin crossbridge 미오신-엑틴 연결다리(교차교합) myosin head 미오신 헤드 stalk 줄기 hinge 교합선(경첩) |

골격근은 일반적으로 방추형 형태를 가지고 있으며 양끝은 뼈에 부착되어 있다. 부착부위는 수축성이 없고, 매우 질긴 끈 모양의 섬유로 되어 있는데 이것을 힘줄(건, tendon)이라고 한다. 이 양끝은 근두(筋頭)·근미(筋尾)라고 한다. 그 근육이 수축했을 때 위치가 좀 더 크게 이동하는 것을 근미라고 하며, 근미에 붙어 있는 부분을 닿는 곳(정지(停止), insertion)라고 한다. 위치 이동이 적고 고정점을 이루는 것으로 간주되는 것을 근두, 그 부착 부분을 이는 곳(기시(起始), origin)라고 한다. 근두와 근미 사이가 힘살(근복(筋腹), belly)이다.

### 맨눈 해부학
맨눈 해부학

#### 힘줄에 부착
근육은 힘의 일차 전달에 특화된 영역인 근육힘줄이음부(근건접합부, 근육힘줄연결, 근건연결, musculotendinous junction, myotendinous junction)로 알려진 복잡한 경계 영역의 힘줄에 부착된다. 근육-힘줄 경계면에서 힘은 근육 세포의 근절에서 힘줄로 전달된다. 근육과 힘줄은 긴밀하게 연관되어 발달하며, 근건 접합부에서 결합한 후 근육 수축에서 골격계로 힘을 전달하는 동적 단위를 구성한다.

## 미세해부학
미세해부학

## 종류
근두가 한 개뿐인 근육을 단두근이라 한다. 두 개 이상 있을 때는 다두근이라 하며, 상완 이두근·대퇴 이두근·상완 삼두근·하완 삼두근·대퇴 사두근 등 강한 힘을 발휘하는 근육에 많다. 모두 근미는 원칙적으로 한 개, 정지도 한 곳이다. 근복 중간이 힘줄에 의해 중단되어 있을 때는 다복근이라 한다. 여기에는 악(顎)이복근·견갑 설골근·복직근 등이 있다. 이 중간에 있는 힘줄 부분은 인접하는 결합 조직과 다소나마 유착되어 있어 중간적인 지점으로 작용한다.

## 특이한 골격근들
근두 또는 근미의 주향(走向)이 결합 조직이나 뼈의 홈 등에 의해 크게 바뀌는 경우가 있다. 이와 같은 구조는 때로 활차라고도 한다. 눈의 상사근(근두), 상완 이두근의 장두, 대퇴 사두근(근미)·장비골근(근미) 등에 볼 수 있으며, 모두 45도 또는 그 이상 방향이 바뀐다. 대퇴 사두근 근미의 힘줄 표면에는 뼈(슬개골)가 유착되어 있어 무릎을 구부렸을 때 힘줄이 홈에서 떨어지지 않도록 한다.

## 수축근육섬유
|                                                                                                 |
| 느린 또는 빠른 수축근육섬유(twitch fiber)의 특수한 특성을 결정하는 골격근의 운동 유발 신호 경로 |

운동 뉴런(motoneuron)과 밀접하게 연관된 수축근육섬유(twitch fiber)에는 느린 수축근육섬유(slow twitch fiber,지근)와 빠른 수축근육섬유(fast twitch fiber,속근)가 있다.

## 같이 보기
- 근세포
- 인체 뼈 목록
- 인체 근육 목록
- 민무늬근육
- 심장근육

## 참고 문헌
- (KMLE) 의학전문용어 및 의학사전
- (대한해부학회) 의학용어